# Ditropinotus
Ditropinotus is een geslacht van vliesvleugeligen uit de familie Torymidae. De wetenschappelijke naam van dit geslacht is voor het eerst geldig gepubliceerd in 1907 door Crawford.

## Soorten
Het geslacht Ditropinotus omvat de volgende soorten:
- Ditropinotus aureoviridis Crawford, 1907
- Ditropinotus obscurus Nikol'skaya, 1952